# Zbigniew Szwast
Zbigniew Janusz Szwast (ur. 1948, zm. 10 maja 2022) – polski chemik, prof. dr hab. inż.

## Życiorys
Obronił pracę doktorską, 25 marca 1996 habilitował się na podstawie pracy zatytułowanej Optymalizacja reakcji chemicznych w reaktorach rurowych z dezaktywacją przepływowego katalizatora. 31 października 2007 nadano mu tytuł profesora w zakresie nauk technicznych. Został zatrudniony na stanowisku profesora nadzwyczajnego w Zakładzie Procesów Rozdzielania na Wydziale Inżynierii Chemicznej i Procesowej Politechniki Warszawskiej i na Wydziale Ochrony Środowiska Prywatnej Wyższej Szkole Ochrony Środowiska w Radomiu.
Był dziekanem na Wydziale Ochrony Środowiska Prywatnej Wyższej Szkole Ochrony Środowiska w Radomiu, oraz kierownikiem w Zakładzie Procesów Rozdzielania na Wydziale Inżynierii Chemicznej i Procesowej Politechniki Warszawskiej.
Zmarł 10 maja 2022, pochowany na Cmentarzu Czerniakowskim

## Odznaczenia
- Złoty Krzyż Zasługi[6]
- Medal Komisji Edukacji Narodowej[7]